# America the Beautiful

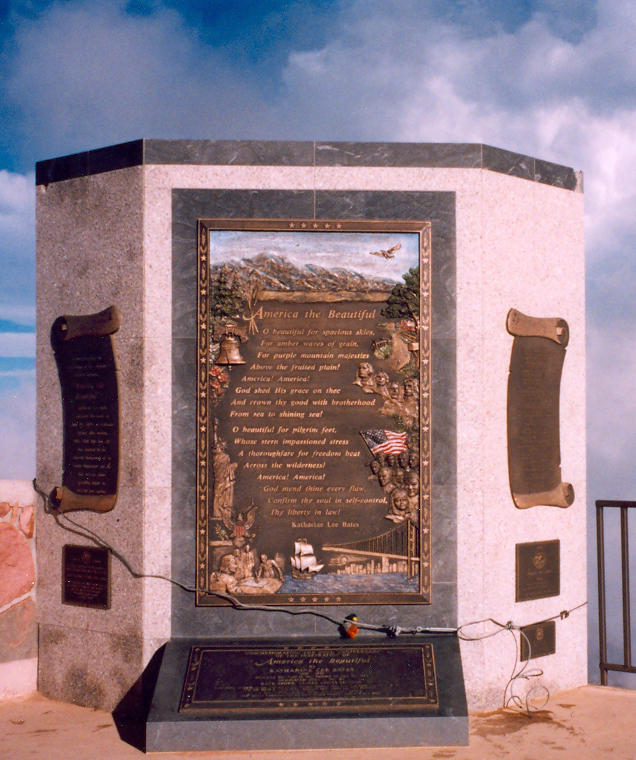
Upamiętniająca płyta na szczycie Pikes Peak

„America the Beautiful” – amerykańska pieśń patriotyczna.

## Historia
Autorką tekstu jest Katharine Lee Bates, która wykładała angielską literaturę w Wellesley College. W 1893 roku wybrała się w podróż do Colorado Springs, by uczyć podczas krótkiej letniej sesji w Colorado College. Podróż ta znalazła swe odzwierciedlenie w poemacie:
- World’s Columbian Exposition w Chicago, „White City” zawierające obietnicę przyszłego świata, w którym znajdą się alabastrowe budynki miasta.
- Pola pszenicy w Kansas, widoczne z pociągu, którym podróżowała 4 lipca.
- Majestatyczny widok Wielkich Równin widziany z góry Pikes Peak. Tam Katherine wymyśliła słowa wiersza, który spisała po powrocie do hotelu. Poemat opublikowany został dwa lata później w The Congregationalist z okazji upamiętnienia Dnia Niepodległości Stanów Zjednoczonych. Poprawione wersje wiersza ukazały się w latach 1904 oraz w 1913.

Muzykę do poematu skomponował w 1895 roku Samuel Augustus Ward. Pomysł na melodię zrodził się u niego w podobny sposób jak u Katherie, gdy wracał do rodzinnego Nowego Jorku z podróży na Coney Island. Ward zmarł w 1903 roku, nie wiedząc, że jego wersja stanie się najpopularniejszą aranżacją „America the Beautiful”. Bates zmarła w 1929 roku, kiedy pieśń była dobrze znana w całym kraju.
Przez ponad sto lat istnienia pieśni, szczególnie w okresie rządów Johna F. Kennedy’ego, pojawiały się sugestie, aby „America the Beautiful” ustanowić drugim hymnem Stanów Zjednoczonych lub nawet zastąpić nim „The Star-Spangled Banner”. Żaden z tych planów nie wszedł jednak w życie.
Popularność „America the Beautiful” gwałtownie wzrosła po tragicznych zamachach terrorystycznych na World Trade Center i Pentagon z 11 września 2001 roku. W pierwszym wydaniu Late Show with David Letterman od czasu ataków, gościem był dziennikarz CBS Dan Rather, który płakał, cytując czwartą zwrotkę pieśni.
Za autora najpopularniejszej wersji pieśni uznawany jest obecnie Ray Charles. Jego wersja jest bardzo często grana podczas ważnych sportowych wydarzeń, takich jak m.in. Super Bowl; Charles wykonał „America the Beautiful” na żywo podczas Super Bowl XXXV, ostatniego finału przed 11 września. Wykonanie to było nietypowe, najpierw zaśpiewał trzecią zwrotkę i dopiero po niej resztę utworu w odpowiedniej kolejności. Tekst trzeciej zwrotki potępia tzw. robber baronów, którzy dorobili się majątku niezgodnie z prawem i przekonuje do życia według wyższych idei, z honorem, zarówno w słowach jak i czynach, i z uczczeniem pamięci tych, którzy zginęli dla kraju. Śpiewaczka operowa Marian Anderson symbolicznie wykonała w 1939 roku „America the Beautiful” na schodach pomniku Lincolna w odpowiedzi na nieprzyjęcie jej z powodu koloru skóry do organizacji Daughters of the American Revolution.
Pieśń często załączana jest do śpiewników organizacji religijnych w Stanach Zjednoczonych.
Tradycją stało się wykonywanie „America the Beautiful” podczas WrestleManii. Pieśń z okazji otwarcia gali wykonywana była przez takich artystów jak m.in.: Ray Charles, Aretha Franklin, Gladys Knight, Little Richard, Boyz II Men, Willie Nelson, Ashanti, Mariah Carey, Michelle Williams i John Legend.
Kiedy Richard Nixon odwiedził w 1972 roku Chiny, „America the Beautiful” zagrana została jako muzyka powitalna. Zapis nazwy Stany Zjednoczone znakami pisma chińskiego oznacza „Beautiful Country”.

## Idiomy
"From sea to shining sea” to amerykański idiom, oznaczający obszar od Pacyfiku do Atlantyku (lub vice versa). Wiele piosenek zawiera ten zwrot, w tym niektóre patriotyczne pieśni, takie jak „America the Beautiful” oraz „God Bless the USA”. Fraza odnosi się tylko do zachodniego i wschodniego wybrzeża Stanów Zjednoczonych, gdyż granice kraju sięgają Oceanu Arktycznego i Zatoki Meksykańskiej. Określeniem podobnym do „From sea to shining sea” jest kanadyjskie motto „A mari usque ad mare” („From sea to sea”).

## Tekst
O beautiful, for spacious skies,
For amber waves of grain,
For purple mountain majesties
Above the fruited plain!
America! America!  God shed His grace on thee,
And crown thy good with brotherhood, from sea to shining sea.
O beautiful, for pilgrim feet
Whose stern, impassioned stress
A thoroughfare for freedom beat
Across the wilderness!
America! America!  God mend thine ev'ry flaw;
Confirm thy soul in self control, thy liberty in law!
O beautiful, for heroes proved
In liberating strife,
Who more than self their country loved
And mercy more than life!
America! America!  May God thy gold refine,
'Til all success be nobleness, and ev'ry gain divine!
O beautiful, for patriot dream
That sees beyond the years,
Thine alabaster cities gleam
Undimmed by human tears!
America! America!  God shed His grace on thee,
And crown thy good with brotherhood, from sea to shining sea!

## Książki
- Lynn Sherr wydała w 2001 roku książkę America the Beautiful, w której znajduje się analiza powstania pieśni oraz sylwetki autorów.
- Barbara Younger napisała książkę dla dzieci Purple Mountain Majesties: The Story of Katharine Lee Bates and „America the Beautiful”, która mówi o tym, jak powstała „America the Beautiful”. Autorką ilustracji książki jest Stacey Schuett.